# Тел-кел (търговия)
За значенията на израза в литературата вижте Тел Кел.
Тел-кел (или тел кел) е термин от международната търговия. Произлиза от френски и се превежда дословно като „такова, каквото е“.
Тел-кел е условие за качеството в международния договор за покупко-продажба. Според тази уговорка стоката трябва да бъде доставена с качество „такова, каквото е“. По този начин купувачът се задължава да приеме всяка стока, доставена от продавача, ако тя отговаря на наименованието си. Продавачът от своя страна е длъжен да достави стока със средно качество.
Това условие не дава на купувача достатъчна гаранция срещу недобросъвестно изпълнение от страна на продавача, поради което купувачите я избягват. Продавачите обаче успяват да наложат угоеорката, ако търсенето силно надвишава предлагането. Практикува се при договаряне на покупко-продажба „на корен“, тоест преди прибирането на реколтата.
Превод на основните езици за търговия в Европа:
- английски: as they come
- френски: tel quel
- немски: Tel-quel klausel
- италиански: tal cual
- руски: тель-кель